# Pavonia glazioviana
Pavonia glazioviana är en malvaväxtart som beskrevs av Gürke. Pavonia glazioviana ingår i släktet påfågelsmalvor, och familjen malvaväxter. Inga underarter finns listade i Catalogue of Life.